# Herbligen
Herbligen is een gemeente en plaats in het Zwitserse kanton Bern, en maakt deel uit van het district Bern-Mittelland.
Herbligen telt 581 inwoners.